# Tour Allianz One
La tour Allianz One, anciennement tour PFA puis tour AGF - Athéna (ou simplement tour Athéna) est une tour de bureaux située dans le quartier d'affaires français de la Défense (précisément à Puteaux).

## Historique
La tour a été construite en 1984. Elle est l'œuvre des architectes Jean Willerval et Branko Vulic. La tour porte successivement les noms de tour AGF et tour PFA,.
De 2012 à 2015, la tour subit une rénovation de très grande ampleur. Pendant les travaux, elle porte le nom de PB25. À l'issue des travaux, en novembre 2015, la société Allianz Real Estate prend possession de la tour, celle-ci est alors baptisée tour Allianz One et devient le siège du groupe d'assurances Allianz.

## Iconographie

Sélection de vues de la tour PFA, en décembre 2011, avant sa rénovation
Vue depuis l'esplanade de la Défense.
Vue depuis le boulevard circulaire.
Vue depuis la Seine.

La tour pendant sa rénovation en 2012 et 2013
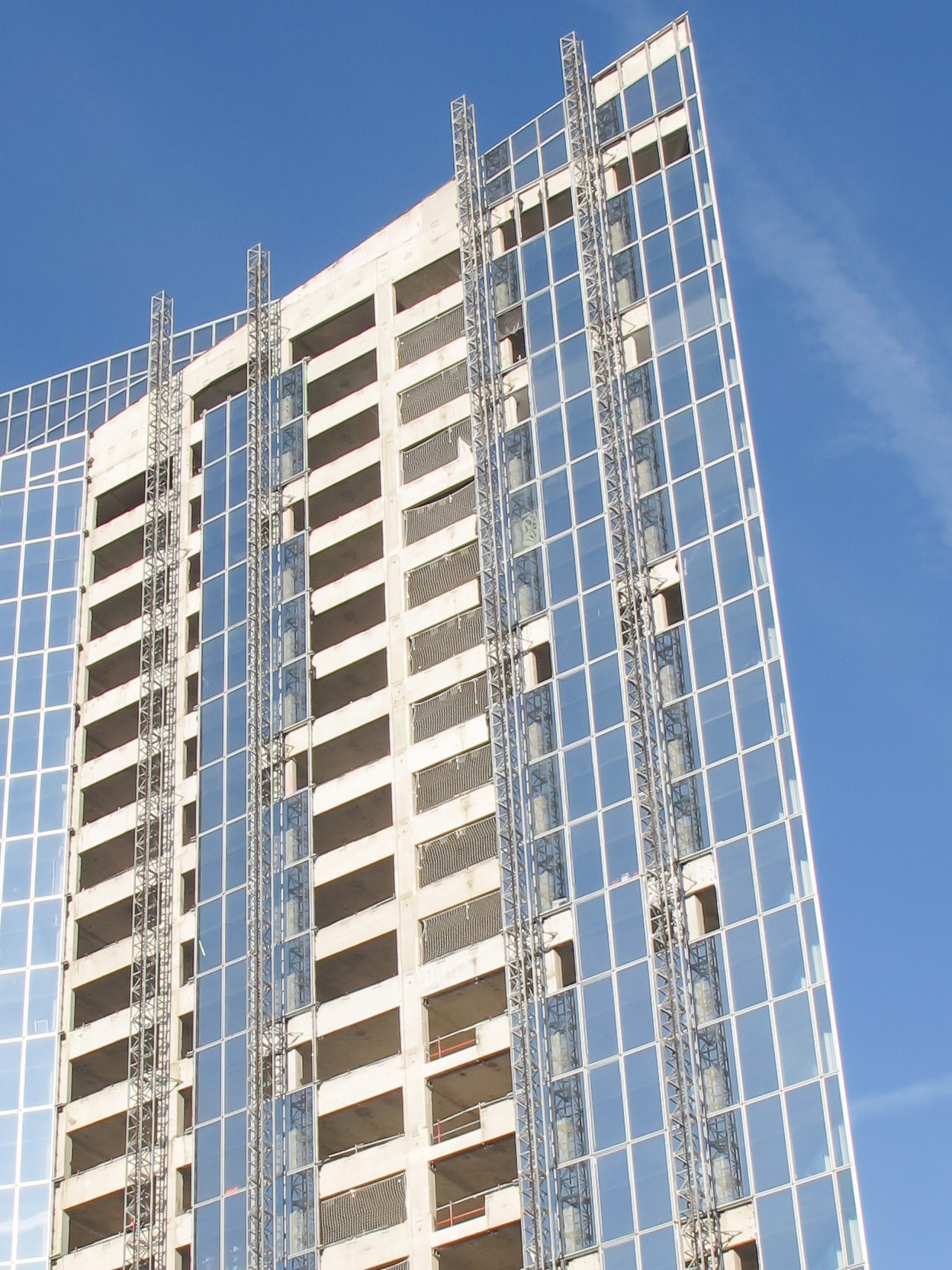
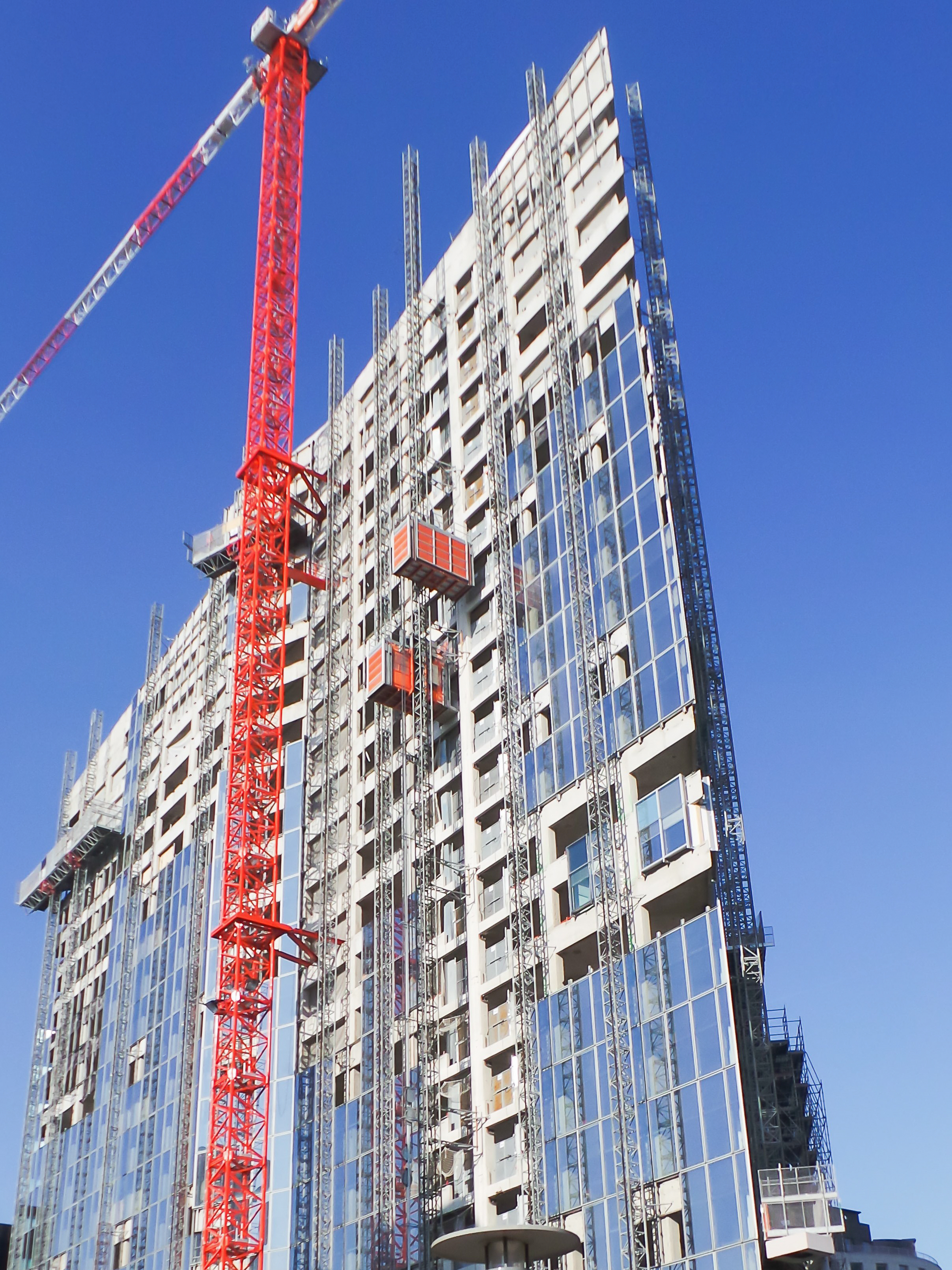
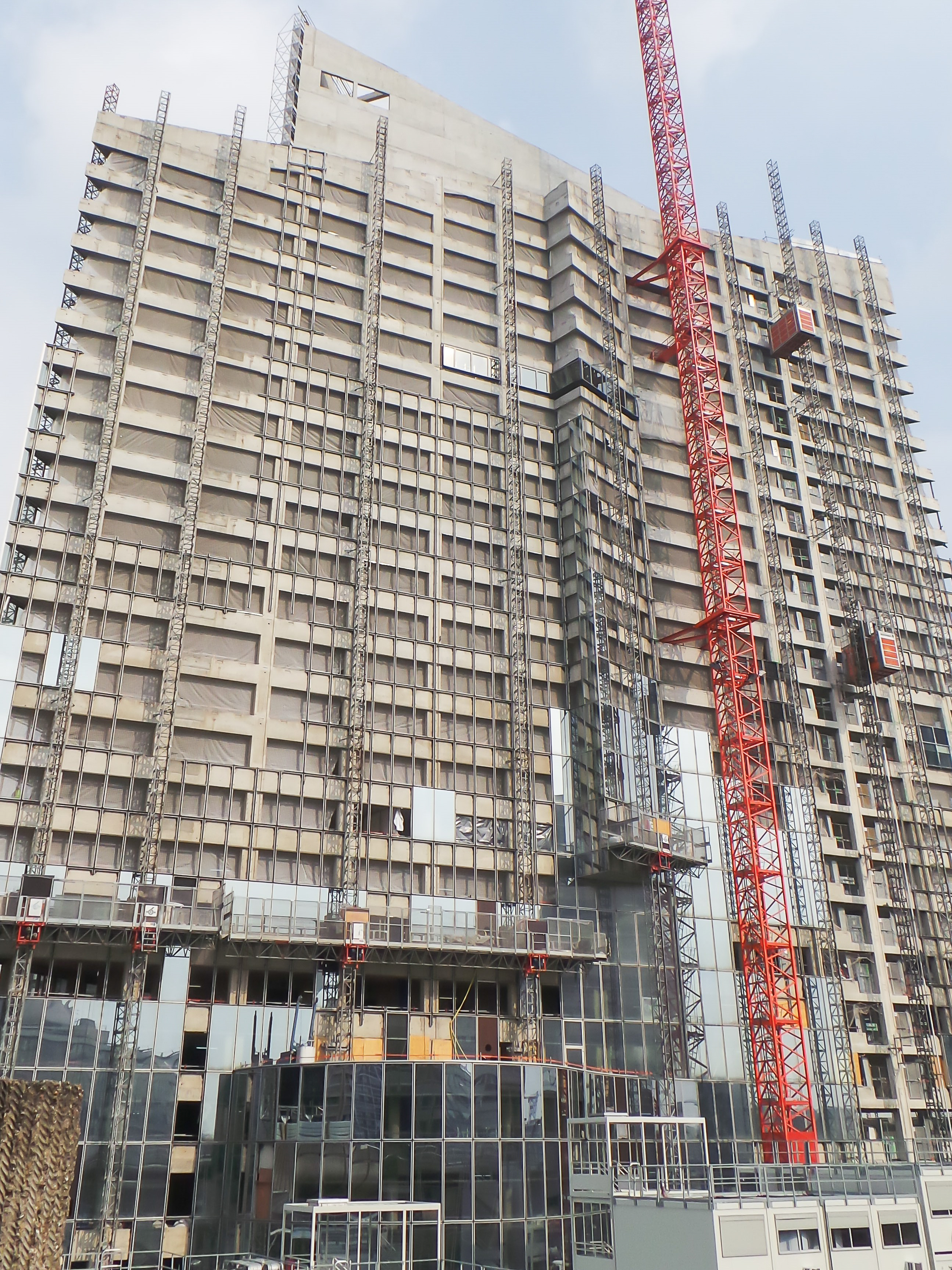

La tour à la suite de sa rénovation
Vue depuis l'esplanade de la Défense.
Vue depuis la place de l'Iris.